# Salah Samadi
Salah Mohamed Samadi (Hussein Dey, 16 settembre 1978) è un ex calciatore algerino, di ruolo portiere.

## Carriera

### Club
Ha giocato tutta la carriera nel campionato algerino.

### Nazionale
Con la nazionale algerina ha preso parte alla Coppa d'Africa 2002.